# Henbury (Bristol)
Henbury – dzielnica miasta Bristol, w Anglii, w Bristol, w dystrykcie (unitary authority) Bristol. W 2011 dzielnica liczyła 10 699 mieszkańców. Henbury jest wspomniana w Domesday Book (1086) jako Henberie.